# The Transformation of Mike
The Transformation of Mike é um filme mudo norte-americano de 1912 em curta-metragem, do gênero drama, dirigido por D. W. Griffith e estrelado por Blanche Sweet.